# Stronnictwo Narodowe

Logo der Stronnictwo Narodowe

Stronnictwo Narodowe (SN; deutsch Nationale Partei) war eine polnische, nationalistische Partei; gegründet im Oktober 1928 vertrat sie die Interessen der Endecja.
Hauptziel der Stronnictwo Narodowe war die Bildung eines katholischen Staates polnischer Nation.
Die Stronnictwo Narodowe organisierte zahlreiche Demonstrationen gegen die Diktatur der Sanacja.
Ab Oktober 1941 war sie an der Bildung der Polnischen Exilregierung beteiligt.
Ihre militärische Organisation im besetzten Polen war die Narodowa Organizacja Wojskowa, NOW.
1942 hat sich ein Teil des Parteivorstandes für den Zusammenschluss der Narodowa Organizacja Wojskowa mit der Polnischen Heimatarmee ausgesprochen, worauf es zum Bruch in der Partei und der Narodowa Organizacja Wojskowa kam. Der Teil, der den Zusammenschluss missbilligte, gründete gemeinsam mit dem Związek Jaszczurczy (Eidechsenbund), die Narodowe Siły Zbrojne.
Nach dem Zweiten Weltkrieg, blieb die Partei nach einem missglückten Legalisierungsversuch im Untergrund und wurde von den Behörden der Volksrepublik Polen bekämpft.
Zu ihren bekanntesten Anführern der Nachkriegszeit zählte Jędrzej Giertych, der Großvater von Roman Giertych. Sein Vater Maciej Giertych gründete 1989 Stronnictwo Narodowe wieder.

## Gründung und politische Ausrichtung

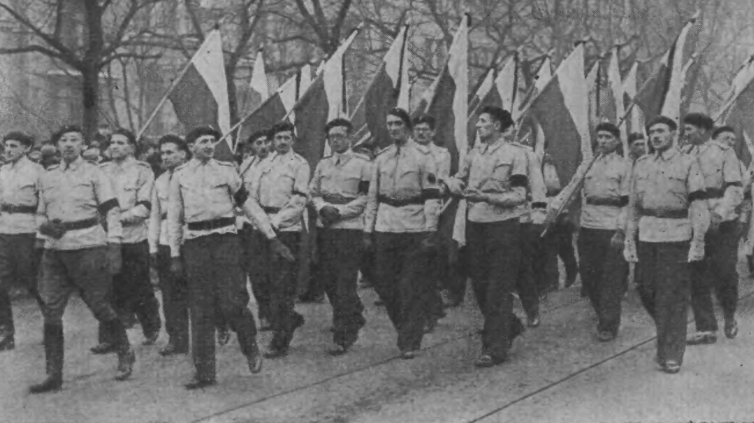
Mitglieder der SN beim Begräbnis von Roman Dmowski.

Die Stronnictwo Narodowe verfolgte das Ziel, einen katholischen Staat für das polnische Volk aufzubauen. Sie befürwortete eine hierarchische Organisation der Gesellschaft und eine Umgestaltung des politischen Systems, um die Rolle der nationalen Elite im Staat zu stärken. Die Partei setzte sich für Einschränkungen der Freiheiten und Bürgerrechte der jüdischen Bevölkerung ein, wie beispielsweise den Zugang zu höheren Bildungseinrichtungen.

## Interne Konflikte und Spaltungen
In den frühen 1930er Jahren kam es innerhalb der SN zu internen Auseinandersetzungen, insbesondere zwischen den „alten“ und den „jungen“ Mitgliedern. Die „alten“ Mitglieder, darunter S. Stroński, M. Seyda und R. Rybarski, befürworteten die Beibehaltung des parlamentarischen Systems mit begrenzter Demokratie. Die „jungen“ Mitglieder, wie T. Bielecki, J. Giertych und S. Sacha, wurden von R. Dmowski unterstützt und waren mit dem Oboz Wielkiej Polski (OWP) verbunden. Letztere vertraten die Ansicht, dass es eine Krise der liberalen Demokratie gab und strebten danach, die Prinzipien des Katholizismus und Nationalismus zu vereinen.

## Spaltung und Nachfolgeorganisationen
Im Jahr 1933 spaltete sich der Związek Młodych Narodowców von der SN ab, gefolgt vom ONR im Jahr 1934. Im Jahr 1935 übernahmen die „jungen“ Mitglieder die Kontrolle über die SN. Die neue politische Linie der Partei war eine Fortsetzung der politischen Linie des OWP. Nach dem Zweiten Weltkrieg wurde die SN von den Sicherheitsorganen und der Miliz aufgelöst und existierte ab 1947 nur noch im Exil, hauptsächlich mit führenden Mitgliedern wie T. Bielecki, Jędrzej Giertych und Władysław Folkierski, sowie der Zeitschrift „Myśl Polska“, die in London veröffentlicht wurde.

## Erbe und Nachfolge
In den Jahren 1990–1991 entstanden mehrere politische Gruppierungen und Parteien, die sich auf die Traditionen der SN beriefen und versuchten, ihr Erbe fortzusetzen.